# Érzéki csalódás
Az Érzéki csalódás (eredeti címe: One Night at McCool's) 2001-es amerikai bűnügyi, fekete humorú vígjáték, amelyet Harald Zwart rendezett. A produkció főszerepében Liv Tyler, Matt Dillon és John Goodman. 2001. április 27-én mutatták be az Egyesült Államokban. Magyarországon 2001. július 5-től vetítették a mozikban. A produkció kereskedelmi bukás volt, és megosztotta a kritikusokat.

## Cselekmény
A csapos Randy, az ügyvéd Carl Harding és egy Dehling nevű rendőr mesélik el szemszögeikből, hogyan találkoztak Jewellel, és szerettek bele a nőbe. 
Randy egy szegény csapos, aki néhai édesanyja házában él, és az éjszakákat a McCool's pultja mögött tölti. Egy nap találkozik a rendkívül vonzó Jewellel. A nőt a parkolóban megtámadja a barátja Utah, de Randy közbelép, és a nő kérésére hazaviszi magával. Jewel elcsábítja Randyt a lakásában, és lefekszenek egymással. Ezután bevallja neki, hogy ő és Utah megrendezték a támadást, és hogy normális esetben felhívná a barátját, hogy rabolja ki Randyt a házában. Jewel azonban nem teszi ezt, és mikor Utah érkezik, hogy elkövesse a rablást, a nő lelövi. 
Később mindketten felhívják a rendőrséget, és hamis vallomást tesznek a bűncselekményről. Ettől kezdve Jewel Randyvel él együtt. A férfi hamarosan rájön, hogy a fiatal nő átvette az irányítást, amikor átrendezi a házát, és kidobja édesanyja hógömbjeit. Eközben Dehling rendőrnyomozó a gyilkossági ügyben nyomoz, és spontán beleszeret Jewelbe, akit elhunyt felesége egyfajta reinkarnációjának tekint. Randy nős unokatestvére, a túlzottan önimádó ügyvéd, Carl Harding is beleszeret a gyönyörű vörös hajú lányba, és mindent elkövet, hogy megnyerje magának. Miután Randy egyre kevésbé tolerálja Jewel viselkedését, aki ráadásul két újabb bűncselekménybe is belekeveri, Jewel elkezdi kijátszani a triót egymás ellen. Családon belüli erőszakot színlel a nyomozónak, mire Dehling azonnal távoltartási végzést szerez, amellyel kizárja Randyt a saját otthonából. Azért, hogy ingyenes jogi tanácsot kapjon, szado-mazochista viszonyt is kezd a férfi unokatestvérével.
Randy kétségbeesésében úgy dönt, hogy felbérli a bérgyilkost, Burmeistert, hogy végezzen Jewellel. A viharos fináléban mind az öten Randy házában kötnek ki. A helyszínen azonban felbukkan Utah ikertestvére, Elmo, aki a testvére gyilkosát keresi. Elmo lövöldözni kezd, amelynek során Dehling nyomozó és Elmo életét veszti, a menekülő Carlt pedig agyonnyomja a leeső széf. Jewel elszökik Burmeisterrel, de előbb jelképesen visszaadja Randynek a házat azzal, hogy az egyik ép hógömböt a küszöbére helyezi.

## Szereplők
| Szerep           | Színész          | Magyar hangja    |
| ---------------- | ---------------- | ---------------- |
| Jewel            | Liv Tyler        | Gubás Gabi       |
| Randy            | Matt Dillon      | Széles Tamás     |
| Dehling detektív | John Goodman     | Ujlaki Dénes     |
| Carl             | Paul Reiser      | Forgács Péter    |
| Mr. Burmeister   | Michael Douglas  | Gáti Oszkár      |
| Jimmy atya       | Richard Jenkins  | Szokolay Ottó    |
| Dr. Green        | Reba McEntire    | Fehér Anna       |
| Utah / Elmo      | Andrew Dice Clay | Fekete Ernő      |
| Karen            | Andrea Bendewald | n.a              |
| Greg Spradling   | Eric Schaeffer   | Hannus Zoltán    |
| Joey Dinardo     | Leo Rossi        | R. Kárpáti Péter |
| pszichiáter guru | Harry Van Gorkum | Holl Nándor      |
| bingos bemondónő | Mary Jo Smith    | Némedi Mari      |
| bingóárus nő     | Sandy Martin     | Réti Szilvia     |
| bingójátékos     | June Lockhart    | n.a              |
| dzsiptulajdonos  | Kelly Slater     | n.a              |
| rendőr           | Ric Sarabia      | Kapácsy Miklós   |

## Fogadtatás

### Kritikai visszhang
A filmet vegyesen fogadták a filmkritikusok. A Rotten Tomatoeson 33%-os minősítést ért el 105 értékelés alapján, az összefoglaló szerint: „A kritikusok szerint a film noir és a csavarkomédia keveréke úgy tűnik, hogy okosabbnak és menőbbnek hiszi magát, mint amilyen valójában. Emellett a kulcsfontosságú femme fatale-szerephez egy jobb, érettebb színésznőre lenne szükség, mint Tyler.” Stephen Hunter a Washington Posttól azt írta: „Szórakoztató, ha hajlamos vagy a cinizmusra, megvetésre, nihilizmusra és hasonló klassz dolgokra.” Kevin Thomas a New York Timestól azt írta: „A néhai Stan Seidel forgatókönyve túlságosan beszédes és kevéssé inspirált.” Roger Ebert azt nyilatkozta a filmről: „Annyira el van foglalva a keresztmetszetű szerkezetével és az egymásba fonódó történetekkel, hogy soha nem ad senkit, akivel igazán azonosulni tudnánk.”
A MetaCritic 46 pontot adott a 100-ból 32 vélemény alapján. Michael Wilmington a Chicago Tribune-től azt írta: „A Coen-fivérek vígjátékának durvább változatát sugallja, de egyben egyfajta Rashomon (magyarul: A vihar kapujában) is.” A. O. Scott a New York Timestól azt írta: „Sok mindent belepakol egy éjszakába, de fárasztó. Olyan, mint egy gyerek, aki minden játékot meg akar mutatni a szobájában, és nincs hová menekülni.”

### Bevétel adatai
A Box Office Mojo szerint a film veszteséges volt. A 18 millió dolláros költségvetésre 13 milliós bevétel keletkezett.